# Muoviti
Muoviti è un singolo di Renato Zero pubblicato nel 2010 in download digitale, quarto estratto dall'album Presente.

## Il disco
Il testo della canzone è stato scritto da Renato Zero, mentre la musica è di Renato Zero e Danilo Madonia. La produzione del brano è sempre del cantante, che è anche direttore dei cori. Gli arrangiamenti sono di Danilo Madonia.
Il brano è stato trasmesso in radio dal 5 febbraio 2010.
Nella tracklist presente sul CD Presente, il titolo del brano appare come Muoviti, mentre all'interno del libretto il titolo appare come Muoviti adesso.

## Tracce
1. Muoviti – 5:04